# Galería Spada

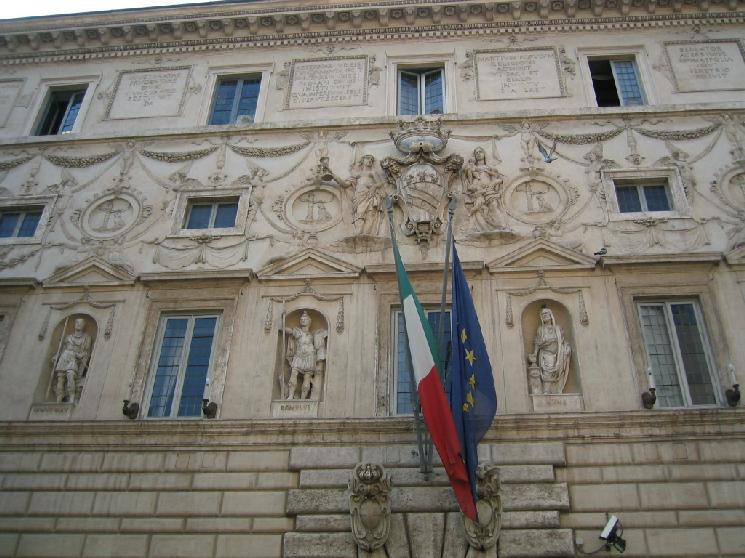
Fachada del Palacio Spada, donde se encuentra la Galería Spada

La Galería Spada (Galleria Spada) es una pinacoteca que se encuentra en el palacio homónimo, en la Plaza Capo di Ferro de Roma, Italia. El palacio es famoso también por su fachada, y por la falsa perspectiva lograda por Borromini. La colección se inició con el cardenal Bernardino Spada (1594 – 1661), un mecenas y patrono de las artes y de los artistas. También su hermano menor, Virginio (1596-1662), hizo contribuciones de cierta relevancia. Nuevas adquisiciones fueron obra del sobrino, el cardinal Fabrizio Spada (1643-1717) y otras obras posteriores entraron en la colección en 1636, después del matrimonio de Orazio Spada con Maria Veralli.
La colección se expone en cuatro salas, según el gusto del siglo XVII, con las esquinas tocándose, con los cuadros más pequeños en lo alto, por encima de aquellos que son más grandes.
La galería expone pinturas de los siglos XVI y XVII.

## Obras
Las obras más importantes son:
- Andrea del Sarto: La visitación
- Jan Brueghel el Viejo: Paisaje con molinos de viento
- Michelangelo Cerquozzi: La revuelta de Masaniello
- Giambattista Gaulli (el Baciccia): El triunfo del nombre de Jesús, boceto para el fresco en la Gesù, y Cristo e la Samaritana
- Artemisia Gentileschi: Santa Cecilia y Virgen con Niño
- Orazio Gentileschi: David con la cabeza de Goliat
- El Guercino: La muerte de Dido y el Retrato del cardenal Bernardino Spada
- Giovanni Lanfranco: Caín y Abel
- El Mastelletta: Fábulas
- Passerotti: Retratos
- Mattia Preti: Cristo tentado por Satanás y Cristo y la adúltera
- Guido Reni: Retrato del cardenal Bernardino Spada y San Jerónimo
- Pietro Testa: Alegoría de la matanza de los inocentes
- Tiziano: Retrato de un violinista
- Francesco Trevisani: El festín de Marco Antonio y Cleopatra
- Pieter van Laer (llamado el Bamboccio): Borrasca y Nocturno

Además, cuenta con obras de :
- Rubens
- Alberto Durero
- Caravaggio
- Domenichino
- Annibale Carracci
- Salvator Rosa
- Parmigianino
- Francesco Solimena

- Un mapamundi celeste y uno terrestre de los primeros decenios del siglo XVII del holandés W. Blaeu

La Galería Spada y el Palacio fueron adquiridos, con todo su mobiliario por el Estado Italiano en el año 1927. El Palacio acoge ahora el Consejo de Estado de Italia.

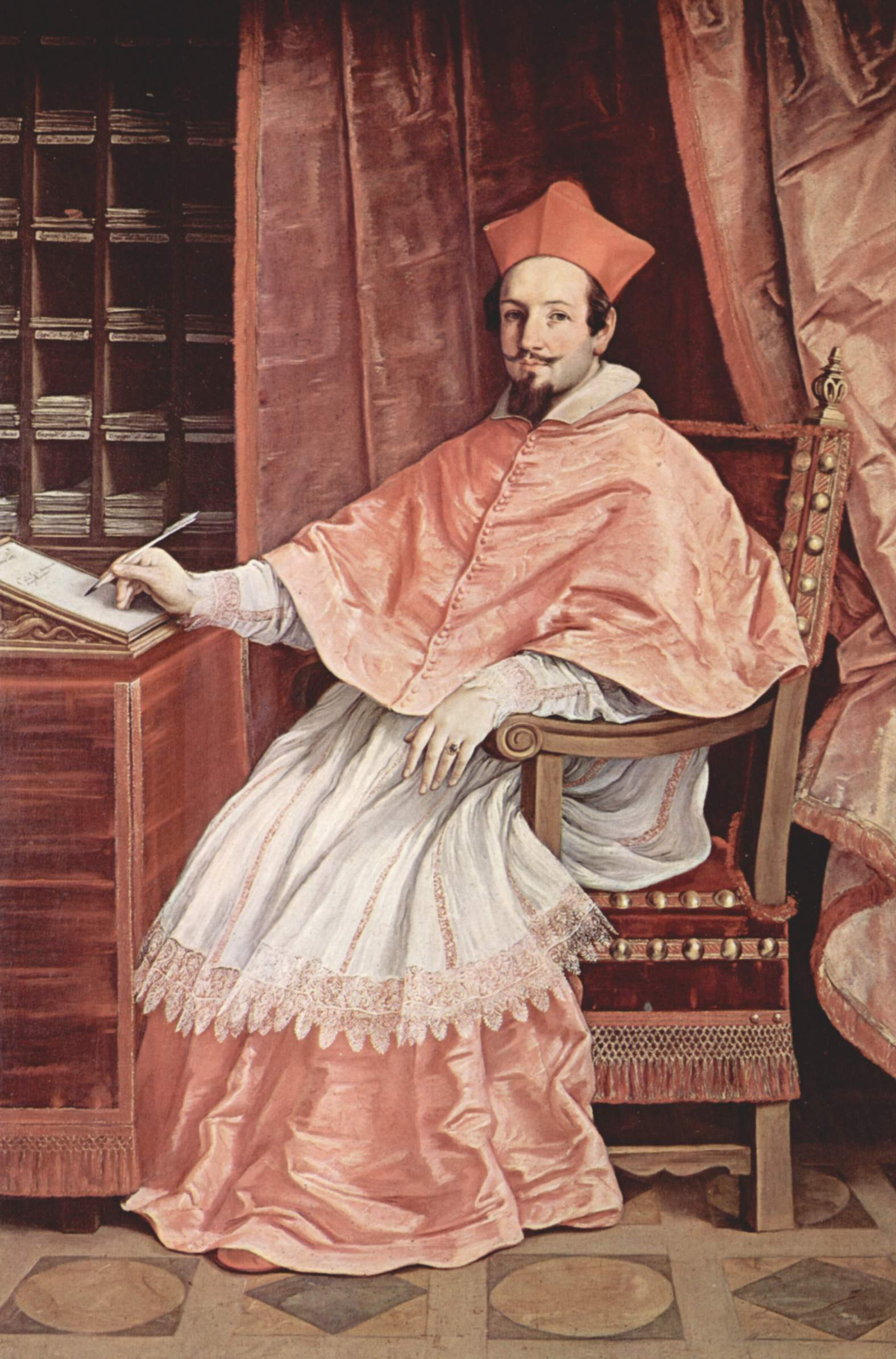
Guido Reni: Cardenal Bernardino Spada
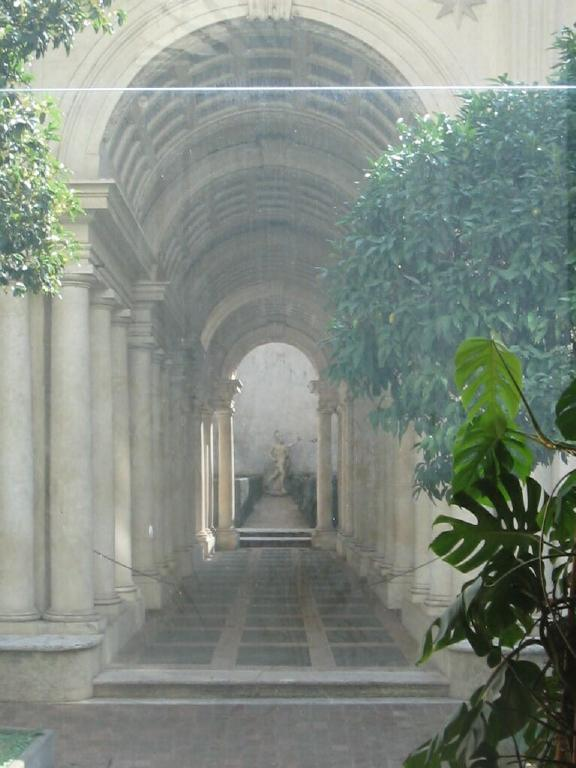
Francesco Borromini: La perspectiva del Palacio Spada